# Saint-Avit, Loir-et-Cher
Saint-Avit là một xã cũ thuộc tỉnh Loir-et-Cher miền trung nước Pháp. Ngày 1 tháng 1 năm 2018, Saint-Avit sáp nhập vào xã mới Couëtron-au-Perche.